# Пивоварова, Анастасия Олеговна
Анастаси́я Оле́говна Пивова́рова (род. 16 июня 1990, Чита, СССР) — российская теннисистка. Победительница 17 турниров ITF (десять — в одиночном разряде); бывшая вторая ракетка мира в юниорском рейтинге до 18 лет.

## Общая информация
Анастасия в теннисе с 6 лет. Любимое покрытие — грунт.
Тренировочный процесс Пивоварова осуществляет в академии Крис Эверт и IMG во Флориде, а также в ТК ЦСКА в Москве.
В 2011 году Анастасия окончила факультет дистанционного образования РЭУ им. Г. В. Плеханова. После этого во время пауз в игровой карьере Анастасия работала в Управлении делами президента РФ. В мае 2013 года Анастасия открыла свой теннисный клуб «APcenter» на Ильинском шоссе.
В 2018 году Пивоварова поступила в Высшую школу экономики на совместную программу со швейцарским университетом CIES и FIFA по спортивному менеджменту.

## Спортивная карьера
Россиянка провела вполне успешную юниорскую карьеру. Не добившись хоть сколько-нибудь значимых успехов на турнирах Большого шлема она, тем не менее, смогла за счёт общей стабильности результатов подняться на вторую строчку рейтинга. Главные успехи этого её периода карьеры приходятся на 2007 год, когда она сначала выиграла итальянский турнир категории GA, а затем стала Чемпионкой России в одиночном и смешанном разрядах во взрослой категории, завоевав звание Мастера Спорта.
Взрослая карьера Пивоваровой стартовала в 2005 году, когда она сыграла несколько турниров ITF в России, на одном из них ей удалось победить. К концу года она получает свой первый профессиональный рейтинг.
В 2007 году выступления во взрослом туре начинают носить более регулярный характер: сначала Анастасия, по протекции своей академии, получает специальное приглашения на мартовские американские турниры 1-й категории WTA (где записывает на свой счёт первую победу над игроком Top200. переиграв в отборочном соревновании Индиан-Уэллса Карин Кнапп); а затем, всё больше совершенствую свою игру и набираясь опыта, выигрывает ещё три одиночных титула на турнирах ITF. К концу года ей удаётся войти и закрепиться в Top300 одиночной классификации. В этом же году приходит первый значимый успех в парных соревнованиях: вместе с Алисой Клейбановой Анастасия побеждает на 50-тысячнике в Москве.
В начале 2008 года, удачно отыграв зимнюю серию соревнований в США Анастасия поднимается в Top200; весной, после нескольких полуфиналов на грунтовых турнирах, эти позиции удаётся закрепить. В конце мая Пивоварова дебютирует в квалификации турнира Большого шлема — на Roland Garros. Первая попытка попасть в основу подобного соревнования оказывается неудачной, зато уже во второй раз — в конце августа на US Open — её впервые удаётся провести матч основного турнира соревнования Большого шлема. Позже осенью Анастасия ещё дважды проходит отбор на восточноазиатских турнирах WTA.
В 2009 году Пивоварова записывает на свой счёт первую победу над игроком Top40, переиграв в первом круге турнира в Майами Бетани Маттек, а затем навязывает равную борьбу четвёртой ракетке мира Елене Дементьевой, взяв, в итоге, у неё сет. До конца года, из-за периодических проблем со здоровьем, не удаётся полностью соблюсти изначальный график турниров и защитить все прошлогодние результаты. В результате к концу сезона Анастасия выпадает из Top200. Через годы все проблемы удаётся решить, россиянка постепенно приходит обратно к своим лучшим результатам, возвращается во вторую сотню рейтинга. В конце мая удаётся во второй раз в карьере пробиться в основу турнира Большого шлема — на Roland Garros, а потом и выиграть свои первые матчи на подобном уровне, переиграв сначала Йоану Ралуку Олару, а затем 10-ю ракетку мира Чжэн Цзе. Через месяц удаётся впервые сыграть в основе и Уимблдона, однако решающие матчи получились весьма своеобразными: в финале отбора Пивоварова не взяла ни гейма у Элени Данилиду. Во втором матче Анастасия проиграла Марии Шараповой. В конце года, после неудачной попытки пройти квалификацию на US Open, россиянка вновь прервала выступления из-за травмы.
В этот же время периодически удавалось показывать неплохие результаты в парных турнирах: в июле 2008 года вместе с Коринной Дентони выигран 75-тысячник Люксембурге, а через пару месяцев после этого добыт полуфинал турнира WTA в Гуанчжоу. В 2010 году китайский успех был повторён на аналогичных соревнованиях в Палермо.
В 2011 году, после серии стабильных результатов на турнирах ITF и небольших турнирах WTA, Анастасия входит в Top100. До конца года развить успех не удаётся из-за периодических проблем со здоровьем. Через год на это накладывается затяжная полоса неудач (в какой-то момент Пивоварова не могла победить 10 матчей подряд), что отбрасывает её в четвёртую сотню рейтинга. Затянувшаяся борьба с травмами и неважной физической формой заставляет Пивоварову в августе 2012 года взять паузы в выступлениях, прерванную лишь весной 2014 года.

## Рейтинг на конец года
| Год  | Одиночный рейтинг | Парный рейтинг |
| 2016 | 166               | 625            |
| 2015 | 303               | 439            |
| 2014 | 417               | 526            |
| 2012 | 435               | 430            |
| 2011 | 123               | 259            |
| 2010 | 125               | 204            |
| 2009 | 216               | 378            |
| 2008 | 153               | 200            |
| 2007 | 236               | 409            |
| 2006 |                   | 877            |
| 2005 | 728               |                |

## Выступления на турнирах

### Финалы турнировITFв одиночном разряде (15)

#### Победы (9)
| Легенда:         |
| ---------------- |
| 100.000 USD (0)  |
| 75.000 USD (0+1) |
| 50.000 USD (2+1) |
| 25.000 USD (4+4) |
| 10.000 USD (3)   |

| Титулы по покрытиям | Титулы по месту проведения матчей турнира |
| ------------------- | ----------------------------------------- |
| Хард (2+2)          | Зал (0)                                   |
| Грунт (6+4)         | Зал (0)                                   |
| Трава (1)           | Открытый воздух (9+6)                     |
| Ковёр (0)           | Открытый воздух (9+6)                     |

| №  | Дата            | Турнир                  | Покрытие | Соперница в финале | Счёт              |
| 1. | 13 августа 2005 | Москва, Россия          | Грунт    | Ольга Панова       | 7-6(1) 7-6(4)     |
| 2. | 6 мая 2007      | Борнмут, Великобритания | Грунт    | Аманда Эллиотт     | 6-1 6-0           |
| 3. | 3 июня 2007     | Москва, Россия          | Грунт    | Екатерина Макарова | 6-3 7-5           |
| 4. | 25 августа 2007 | Москва, Россия          | Грунт    | Анна Лапущенкова   | 6-3 6-4           |
| 5. | 13 января 2008  | Сент-Лео, США           | Хард     | Одра Коэн          | 6-4 6-0           |
| 6. | 15 мая 2011     | Сен-Годенс, Франция     | Грунт    | Аранча Рус         | 7-6(4) 6-7(3) 6-2 |
| 7. | 1 июня 2014     | Тарсус, Турция          | Грунт    | Мелис Сезер        | 6-1 6-2           |
| 8. | 6 марта 2016    | Милдьюра, Австралия     | Трава    | Барбора Штефкова   | 6-4 4-6 7-5       |
| 9. | 22 мая 2016     | Чжэнчжоу, Китай         | Хард     | Лу Цзинцзин        | 6-4 6-4           |

#### Поражения (6)
| №  | Дата             | Турнир             | Покрытие | Соперница в финале | Счёт        |
| 1. | 12 ноября 2006   | Исманинг, Германия | Ковёр(i) | Астрид Бессер      | 3-6 3-6     |
| 2. | 4 мая 2008       | Макарска, Хорватия | Грунт    | Штефани Фогт       | 2-6 3-6     |
| 3. | 17 сентября 2011 | Загреб, Хорватия   | Грунт    | Дия Евтимова       | 2-6 2-6     |
| 4. | 27 июля 2014     | Тампере, Финляндия | Грунт    | Мария Саккари      | 4-6 5-7     |
| 5. | 16 апреля 2016   | Стамбул, Турция    | Хард     | Барбора Штефкова   | 5-7 6-2 1-6 |
| 6. | 17 июля 2016     | Стоктон, США       | Хард     | Алисон ван Эйтванк | 3-6 6-3 2-6 |

### Финалы турнировITFв парном разряде (18)

#### Победы (6)
| №  | Дата             | Турнир             | Покрытие | Партнёрша        | Соперницы в финале                     | Счёт              |
| 1. | 1 сентября 2007  | Москва, Россия     | Грунт    | Алиса Клейбанова | Василиса Давыдова Мария Кондратьева    | 6-4 3-6 6-2       |
| 2. | 27 июля 2008     | Петанж, Люксембург | Грунт    | Коринна Дентони  | Стефани Форетц Ипек Шенолу             | 6-4 6-1           |
| 3. | 14 февраля 2010  | Лагуна-Нигел, США  | Хард     | Лаура Зигемунд   | Аманда Финк Элизабет Люмпкин           | 6-2 6-3           |
| 4. | 24 апреля 2010   | Бари, Италия       | Грунт    | Ирина Бурячок    | Джулия Гатто-Монтиконе Федерика Кверча | 6-7(3) 6-4 [10-4] |
| 5. | 2 мая 2010       | Брешиа, Италия     | Грунт    | Наоми Кавадей    | Ирина Курьянович Валерия Савиных       | 6-3 6-7(5) [10-8] |
| 6. | 30 сентября 2017 | Хуахин, Таиланд    | Хард     | Ким На Ри        | Наталья Костич Митика Одзэки           | 6-4 6-2           |

#### Поражения (12)
| №   | Дата            | Турнир                   | Покрытие | Партнёрша          | Соперницы в финале                       | Счёт              |
| 1.  | 12 августа 2006 | Москва, Россия           | Грунт    | Юлия Солоницкая    | Анастасия Полторацкая Арина Родионова    | 0-6 2-6           |
| 2.  | 13 мая 2007     | Эдинбург, Великобритания | Грунт    | Елена Куликова     | Анна Хокинс Элизабет Томас               | 6-3 0-6 4-6       |
| 3.  | 13 января 2008  | Сент-Лео, США            | Хард     | Коринна Дентони    | Соледад Эсперон Фредерика Пиедаде        | 2-6 7-6(2) [7-10] |
| 4.  | 6 июля 2008     | Торунь, Польша           | Грунт    | Михаэла Бузарнеску | Ольга Брозда Магдалена Кищинская         | 6-4 4-6 [2-10]    |
| 5.  | 10 мая 2009     | Загреб, Хорватия         | Грунт    | Ксения Милевская   | Петра Мартич Айла Томлянович             | 3-6 7-6(4) [5-10] |
| 6.  | 15 мая 2011     | Сен-Годенс, Франция      | Грунт    | Ольга Савчук       | Каролин Гарсия Орели Веди                | 3-6 3-6           |
| 7.  | 5 августа 2012  | Бад-Заульгау, Германия   | Грунт    | Лора Торп          | Росио де ла Торре-Санчес Николь Роттманн | 5-7 1-6           |
| 8.  | 25 августа 2012 | Прага, Чехия             | Грунт    | Арина Родионова    | Джесика Малечкова Тереза Смиткова        | 1-6 4-6           |
| 9.  | 1 июня 2014     | Тарсус, Турция           | Грунт    | Мелис Сезер        | Анита Гусарич Кимберли Циммерманн        | 4-6 2-6           |
| 10. | 27 июля 2014    | Тампере, Финляндия       | Грунт    | Эмма Лайне         | Александра Нанкэрроу Мария Саккари       | 2-6 3-6           |
| 11. | 24 августа 2014 | Санкт-Петербург, Россия  | Грунт    | Натела Дзаламидзе  | Виталия Дьяченко Илона Кремень           | 1-6 3-6           |
| 12. | 23 ноября 2014  | Асунсьон, Парагвай       | Грунт    | Патрича Мария Циг  | София Луини Гваделупа Перес Рохас        | 3-6 3-6           |